# Université préfectorale des sciences de la santé d'Aomori
L'université préfectorale des sciences de la santé d'Aomori (青森県立保健大学, Aomori kenritsu hoken daigaku) est une université publique du Japon située dans la ville d'Aomori.